# Air Liquide
Air liquide tidligere L'Air liquide, er en fransk industriel gruppe af internationalt omfang, der er specialiseret i industrielle gasser, det vil sige gasser til industri, sundhed, miljø og forskning. Det er til stede i firs lande rundt om i verden og betjener mere end 3,6 millioner kunder og patienter. Air Liquide-gruppen er noteret på børsen Euronext Paris og er inkluderet i sammensætningen af CAC 40-indekset, Euro Stoxx 50 og FTSE4Good.